# Бартошевка (Тернопольская область)
Бартошевка (укр. Бартошівка) — село в Козовской поселковой общине Тернопольского района Тернопольской области Украины.
До 2020 года входило в Козовский район.
Код КОАТУУ — 6123088803. Население по переписи 2001 года составляло 92 человека.

## Географическое положение
Село Бартошевка находится в 1-м км от левого берега реки Масювка,
на расстоянии в 0,5 км от села Щепанов.

## История
- 1638 год — дата основания.